# ادیسون (ویسکانسین)
ادیسون، ویسکانسین (به انگلیسی: Addison, Wisconsin) یک شهرک در ایالات متحده آمریکا است که در شهرستان واشینگتن واقع شده‌است.

## خصوصیات
ادیسون ۹۳٫۷ کیلومترمربع مساحت و ۳٬۳۴۱ نفر جمعیت دارد و ۲۸۹ متر بالاتر از سطح دریا واقع شده‌است.